# Oakland (Missouri)
Oakland ist eine Stadt mit dem Status „City“ im St. Louis County im US-Bundesstaat Missouri. Das U.S. Census Bureau hat bei der Volkszählung 2020 eine Einwohnerzahl von 1.390 ermittelt.

## Geographie
Die Koordinaten von Oakland liegen bei 38°34'33" nördlicher Breite und 90°23'4" westlicher Länge.
Nach Angaben der United States Census 2010 erstreckt sich das Stadtgebiet von Oakland über eine Fläche von 1,58 Quadratkilometer (0,61 sq mi).

## Bevölkerung
Nach der United States Census 2010 lebten in Oakland 1381 Menschen verteilt auf 452 Haushalte und 324 Familien. Die Bevölkerungsdichte betrug 874,1 Einwohner pro Quadratkilometer (2263,9/sq mi).
Die Bevölkerung setzte sich 2010 aus 96,2 % Weißen, 2,2 % Afroamerikanern, 0,4 % Asiaten, 0,1 % amerikanischen Ureinwohnern und 1,1 % stammten von zwei oder mehr Ethnien ab.
In 32,3 % der Haushalten lebten Personen unter 18 Jahre und in 11,5 % Menschen die 65 Jahre oder älter waren. Das Durchschnittsalter betrug 52,7 Jahre und 40,0 % der Einwohner waren Männlich.